# Al-Sarakhsi
Ne pas confondre avec le juriste hanafite : Sarakhsi.
Ahmad ibn al-Tayyib al-Sarakhsi (en arabe : أحمد بن الطيب السرخسي) est un voyageur, historien et philosophe persan du IXe siècle. Il fut un élève d'al-Kindi.

## Biographie
De son nom complet Abû al-ʿAbbas Ahmad ibn Muhammad ibn Murawan al-Sarakhsi, il est né vers 833 à Sarakhs dans la région du Khorassan (alors sous autorité tahiride).
Il est l'un des plus fameux disciples du philosophe al-Kindi,.
Il est l'inventeur d'un alphabet phonétique destiné à faciliter la transcription des langues en arabe. Il traduit le grec en arabe.
Il rencontre al-Jahiz et le grammairien ibn Shabbah à Bagdad.
Il occupe des fonctions d'administration à la cour du calife de Bagdad. Il est chargé de l'instruction du futur calife al-Mou'tadid. Il devient ensuite son compagnon (nadîm) et secrétaire, et l'accompagne dans ses expéditions militaires jusqu'à Ramla en Palestine, dont il rapporte des observations géographiques. Libre penseur, il s'intéresse aux autres religions : il a écrit sur les Sabéens de Harran.
Il est jeté en prison en 896 puis exécuté en 899, selon les uns à la suite d'une accusation d'hérésie (zandaqa), selon d'autres, parce qu'il a divulgué un secret concernant Al-Qasim ibn Ubayd Allah (en) et Badr, le page (ghoulam) d'al-Mou'tadid,. Selon al-Birouni, il aurait écrit contre les prophètes (al-anbiya), les accusant d'être des charlatans. D'après Yaqout ar-Roumi, il aurait incité le calife à l'apostasie. Il est vraisemblable que sa liberté d'esprit lui ait été fatale.
Il a écrit sur des sujets variés, en particulier des commentaires sur Aristote, l'astrologie, la géographie, mais son œuvre est presque totalement perdue,.

## Liens
- Notices d'autorité :   - VIAF
  - ISNI
  - IdRef
  - LCCN
  - Israël
  - Suède
  - WorldCat